# Idiataphe amazonica
Idiataphe amazonica – gatunek ważki z rodziny ważkowatych (Libellulidae). Występuje na terenie Ameryki Centralnej i Południowej – od Hondurasu po Boliwię i Brazylię oraz na Trynidadzie.
Gatunek ten opisał w 1889 roku William Forsell Kirby, nadając mu nazwę Ephidatia amazonica. Jako miejsce typowe wskazał Santarém w północnej Brazylii.